# Hématocèle

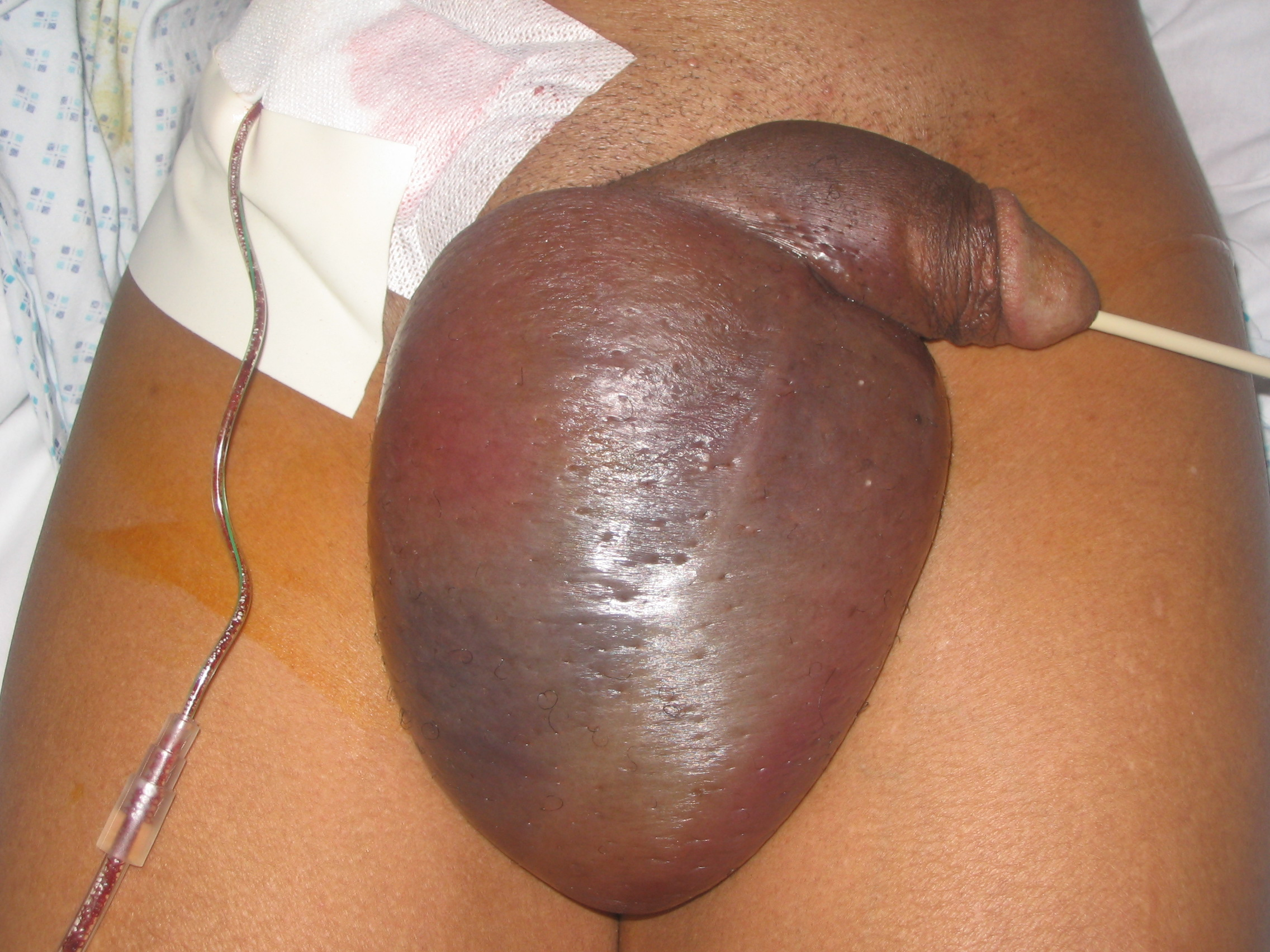
Hématocele scrotal géant survenu comme complication d'une réparation de hernie inguinale.

L'hématocèle est une accumulation de sang dans une cavité corporelle ou un espace potentiel, à distinguer de la congestion. Ce terme désigne le plus souvent l'accumulation de sang autour des testicules, connu sous le nom dhématocele scrotal (Modèle:Lang-en-short),, mais il peut également se produire dans la cavité abdominale ou d'autres cavités corporelles,. Les hématocèles sont rares et leur diagnostic et traitement peuvent être difficiles. Ils apparaissent souvent sous forme de masses progressives dans le scrotum, surtout chez les hommes de plus de 50 ans.
Les masses scrotales (Modèle:Lang-en-short) désignent les nodules ou gonflements ressentis dans le scrotum et peuvent être classées en bénignes et malignes. L'hématocèle scrotal est une masse scrotale bénigne.
L'hématocèle scrotal peut survenir à la suite d'une blessure (comme une blessure de type "cowboy") ou comme complication chirurgicale. Elle est souvent accompagnée de douleurs testiculaires. Des cas ont été rapportés chez des patients atteints d'hémophilie ou après l'insertion d'un cathéter dans l'artère fémorale. En cas de diagnostic clinique non établi, une transillumination peut révéler un liquide non translucide à l'intérieur du scrotum. L'échographie est également utile pour confirmer le diagnostic. Dans les cas graves ou difficiles à traiter, une drainage chirurgical peut être nécessaire. Il est parfois nécessaire de laisser un drain en place pour prévenir la récidive après le drainage chirurgical.

## Signes et symptômes
Les signes et symptômes varient selon la situation clinique et l'histoire du patient,. Dans le cas de l'hématocèle, divers symptômes peuvent être observés en fonction de la localisation de la lésion et de l'hématocèle. En cas de douleur soudaine dans le scrotum, il est crucial de consulter un service d'urgence pour éviter des dommages permanents aux testicules. Les signes ou symptômes d'hématocèle causés par une tumeur testiculaire ou une torsion testiculaire peuvent inclure :
- Masse anormale
- Douleur soudaine
- Douleur sourde ou lourdeur dans le scrotum
- Douleur irradiant dans l'aine, l'abdomen ou le bas du dos
- Sensibilité, gonflement ou induration des testicules
- Sensibilité, gonflement ou induration de l'épididyme
- Gonflement du scrotum
- Rougeur de la peau scrotale
- Nausées et vomissements

Si l'infection est à l'origine de la masse scrotale, d'autres signes ou symptômes peuvent apparaître :
- Pus
- Pyurie ou Hématurie
- Fièvre

## Causes
Les masses scrotales peuvent résulter d'une accumulation de liquide, d'une prolifération de tissus anormaux ou d'une inflammation ou induration des contenus normaux du scrotum. Les hématocèles sont l'une des complications les plus courantes des traumatismes testiculaires. L'hématocèle traumatique est généralement causée par une rupture testiculaire (80 % des cas) ou une rupture de la plexus pampiniforme. La rupture testiculaire et la torsion sont également des causes courantes d'hématocèle scrotal. Des conditions telles que des maladies rénales, une pancréatite, des troubles sanguins ou des vasculites peuvent également être en cause.
Les maladies pouvant provoquer une hématocèle comprennent :
- Tumeur testiculaire
- Spermatocele
- Épididymite
- Orchite
- Hydrocèle
- Varicocèle
- Cancer du testicule

## Diagnostic
Le diagnostic d'une hématocèle scrotale repose sur l'examen physique et une échographie scrotale. Le médecin  examinera les antécédents médicaux et l'historique de la douleur pour déterminer l'éventuelle cause sous-jacente. Les résultats d'échographie sont typiques pour les hématocèles, avec une échogénicité de la lésion caractéristique.

## Traitement
Le traitement d'un hématocèle dépend de sa gravité et de sa cause. L'évacuation par drainage chirurgical est souvent nécessaire lorsque l'hématocèle est volumineux et qu'il existe une douleur associée. Le drainage peut également être effectué si des tests supplémentaires sont nécessaires pour un diagnostic plus précis. Les antibiotiques peuvent être prescrits si une infection est suspectée. Des anti-inflammatoires non stéroïdiens (AINS) peuvent également être recommandés pour gérer la douleur.